# ستيفن بروكس
ستيفن بروكس (بالإنجليزية: Steven Brooks)‏ هو لاعب اللاكروس أمريكي، ولد في 30 يوليو 1984 في ليك فورست في الولايات المتحدة.